# Gneo Pinario Emilio Cicatricula Pompeo Longino
Gneo Pinario Emilio Cicatricula Pompeo Longino (latino: Gnaeus Pinarius Aemilius Cicatricula Pompeius Longinus; 50 circa – Dacia, 105/106) è stato un politico e generale dell'Impero romano.

## Biografia
Divenne console suffecto nel 90. Fu in seguito legato della Mesia superiore forse dal 93 al 96 e dal 97/98 in Pannonia inferiore. Fu probabilmente coinvolto nelle operazioni in Banato ed Oltenia durante la seconda campagna dacica di Traiano, divenendone il nuovo governatore (102 - 106). Nel 104 fu fatto prigioniero da Decebalo con l'inganno e trovò la morte suicidandosi nel 105.